# Elixir Strings
 (juin 2013).
Elixir Strings, filiale de W.L. Gore & Associates, est une marque de cordes pour guitare électrique, acoustique, basse, banjo et mandoline.
Les cordes Elixir ont un revêtement fluoropolymère ; cependant, leur prix est supérieur aux cordes d'autres marques réputées[réf. nécessaire].